# グランドクーリーダム
グランドクーリーダム（英: Grand Coulee Dam）は、アメリカ合衆国ワシントン州を流れるコロンビア川に建設されたダム。実業家ヘンリー・J・カイザーのもと、水力発電を行うために建設したもので、フーバーダムと合わせ、アメリカで特に有名なダムのひとつとして数えられる。ダムがせき止めることで形成される貯水池は、ダムの構想から完成までを統括したフランクリン・ルーズベルト大統領の名をとってルーズベルト湖 (Franklin Delano Roosevelt Lake) と名付けられた。
その巨大さから、ダムの規模を正確に把握することは難しい。ダムの横幅（堤頂長）は約1.6キロメートル、高さは168メートルありナイアガラ滝の2倍以上、ギザの大ピラミッドよりも高い。仮にギザのピラミッドすべてをグランドクーリーダムの基礎に並べたとしても、それらピラミッド全てが堤体外形の中に収まってしまう。堤体積は915万立方メートルで、コンクリート構造物としてはアメリカ合衆国最大、コンクリートダムとしても北アメリカ最大である。

## 歴史

### 建設
グランドクーリーダムは、砂漠地帯であったコロンビア盆地へのかんがい用水供給を目的とした公共事業 (Columbia Basin Project) の一環として建設計画が立案されたものである。もとより発電のためというわけではなかった。建設は1933年12月に始まり、第二次世界大戦の初期に完成した。当初、ダムの高さは現在よりも低いものと計画され、後でかさ上げができるものとした。現在の高さとするよう変更されたのは建設中、カナダへ向けて水をせき止め始めたときのことである。

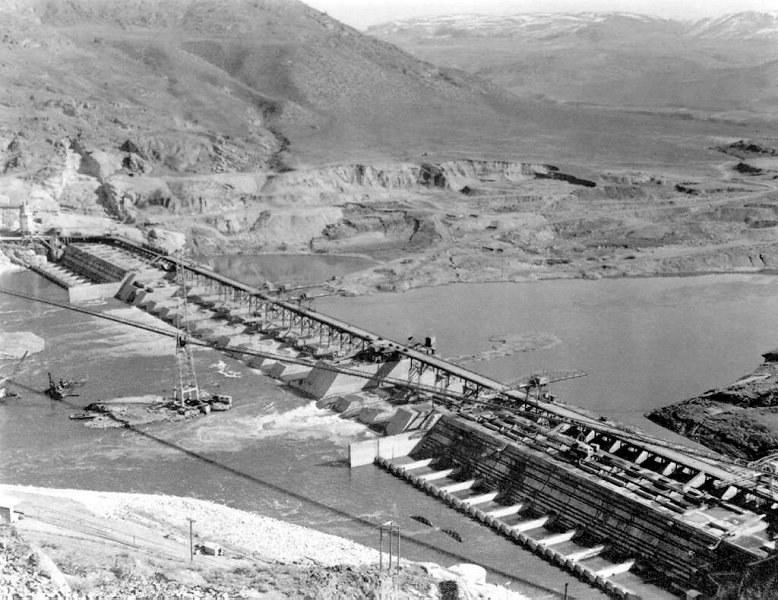
建設のようす
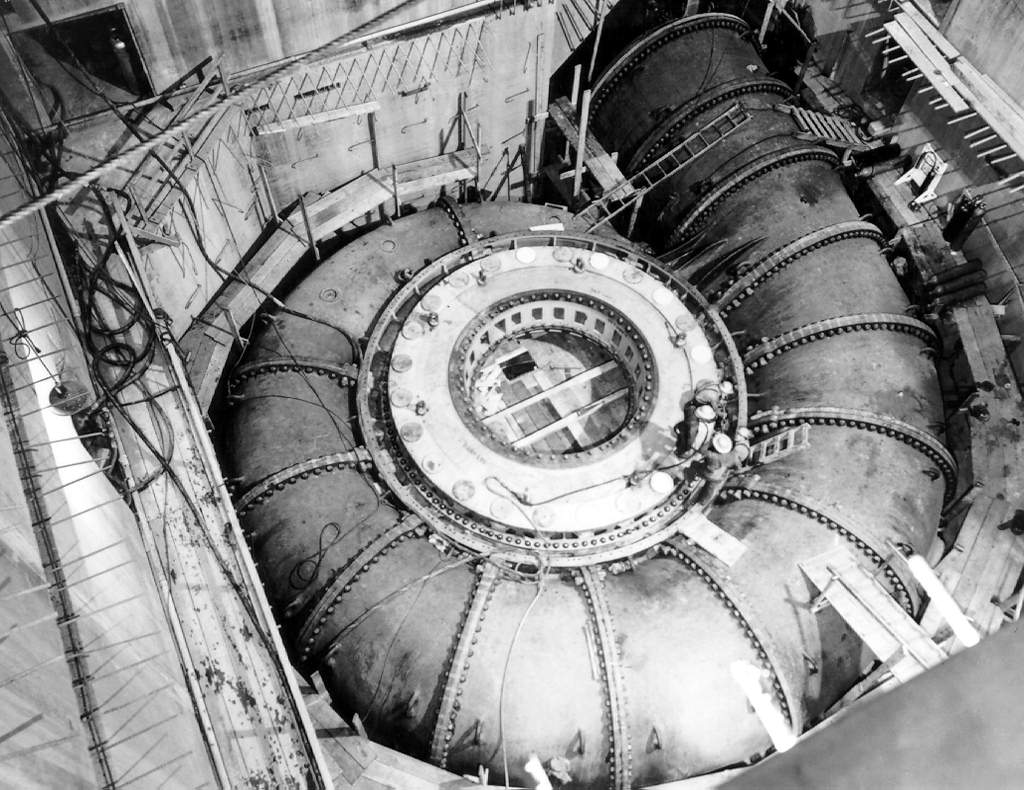
ケーシングの据え付け
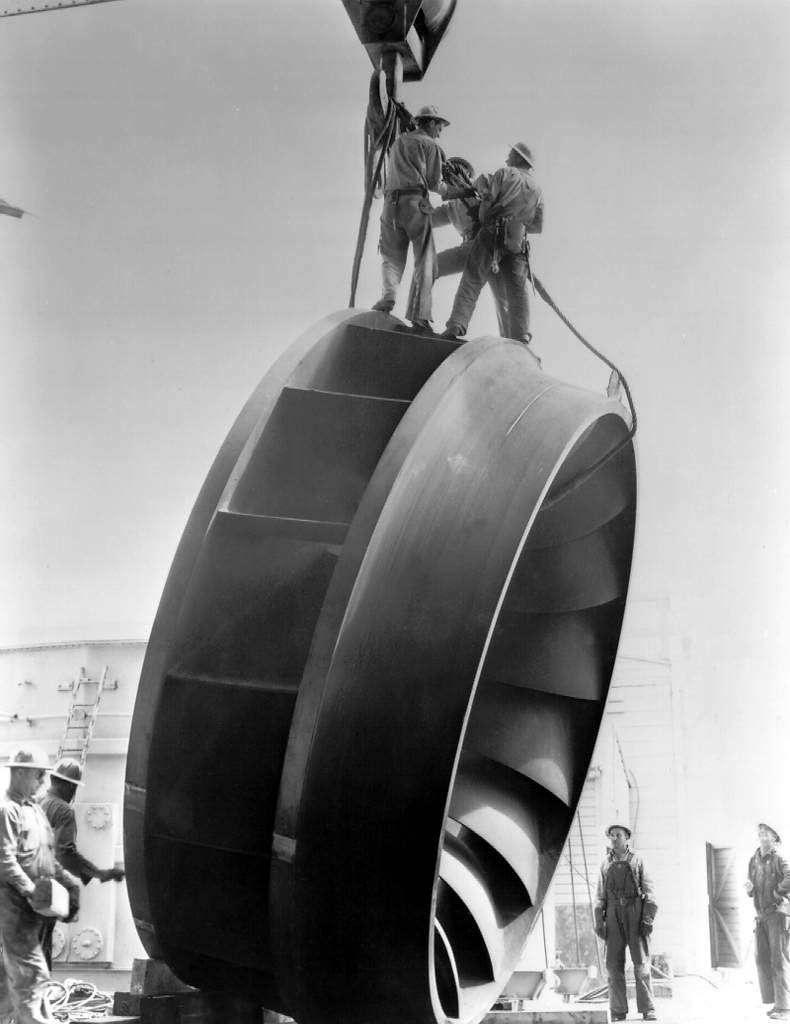
水車の吊り込み

### 完成当時

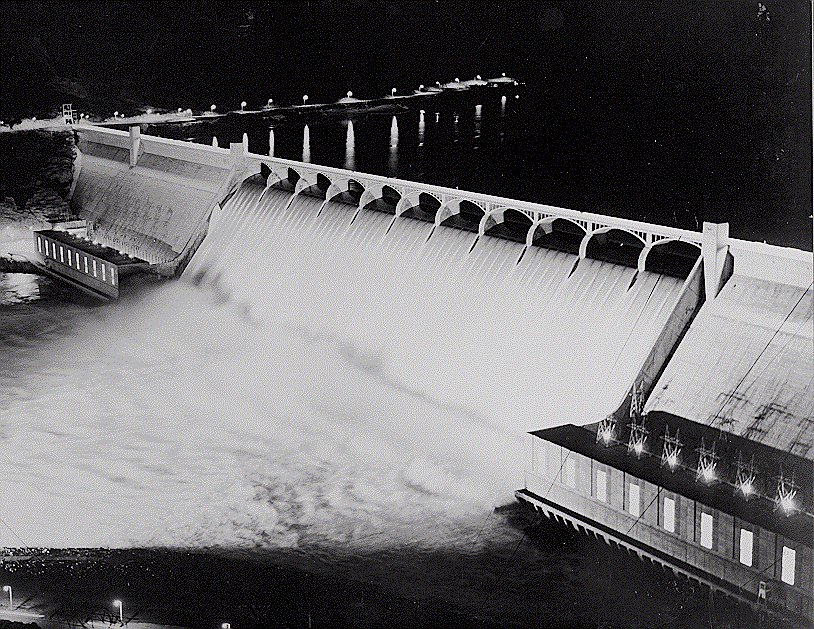
完成したグランドクーリーダム発電所。さらに1960年代には写真左の岸壁も切り崩され、ここに3番目となる新しい発電所が建設された。

1941年、グランドクーリーダムは当時世界最大のダムとして完成した。ただ、時代は戦争中であり、アルミニウムの精錬などに利用するための電力を発生することが第一とされ、当初の目的であったかんがい用水の整備は一時見送られた。この電力は最高機密であったマンハッタン計画の一部分として、ハンフォード (Hanford) にあるハンフォード核施設 (Hanford Site) のプルトニウム生産用原子炉と再処理工場の稼働にも利用された。また、このダムはアメリカ北西部の産業発展に貢献した。
かんがい用水の整備が再開されたのは戦後のことである。用水路はコロンビア川の古代河床であるグランドクーリーに構築された。さらにダムやサイフォン、運河が建設され、渓谷は広大な用水路網へと姿を変えた。1951年、かんがい用水の供給が開始された。現在の平均放流量は3,100立方メートル毎秒で、2,000平方キロメートルの地域にかんがい用水を供給している。

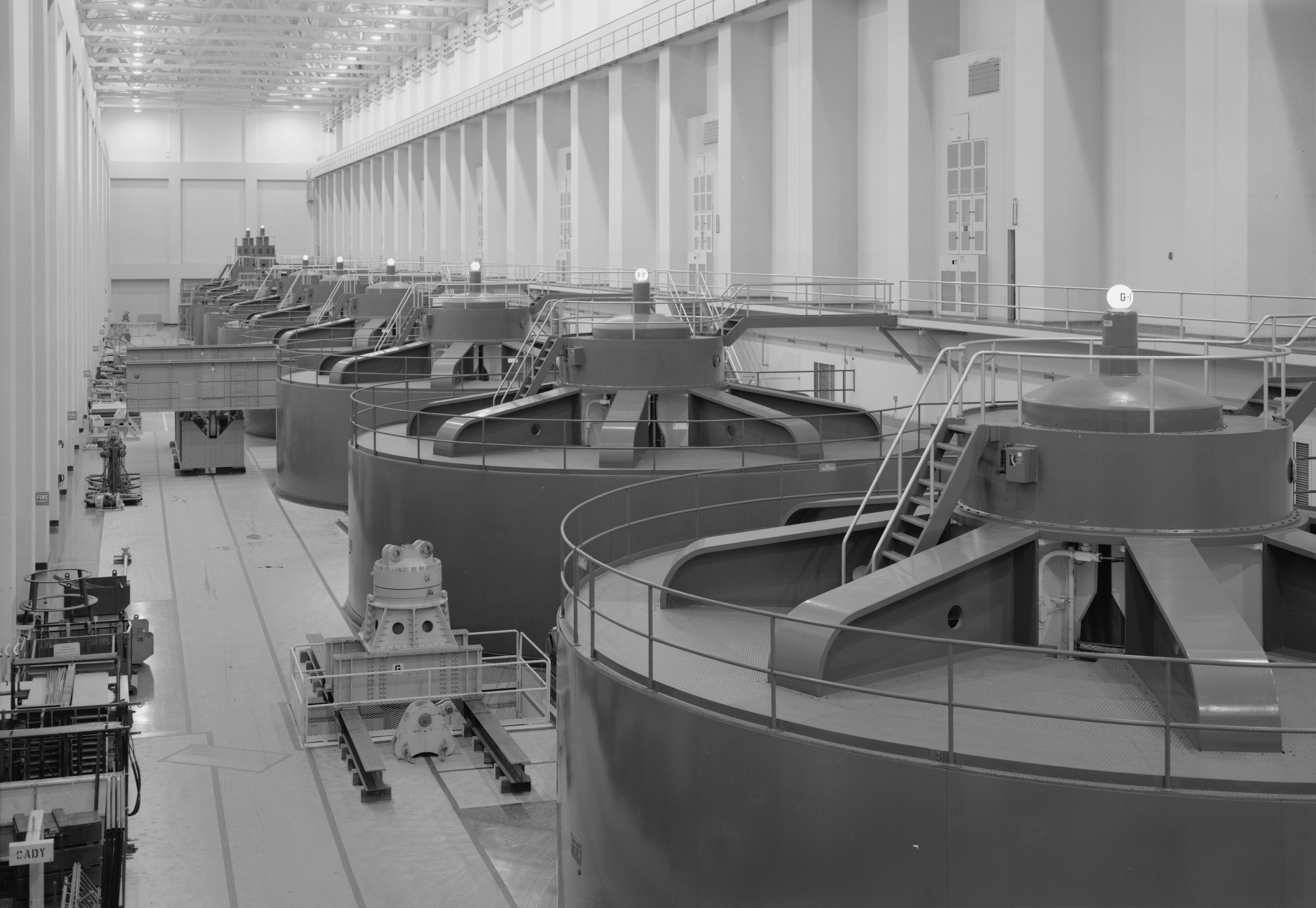
発電所内部
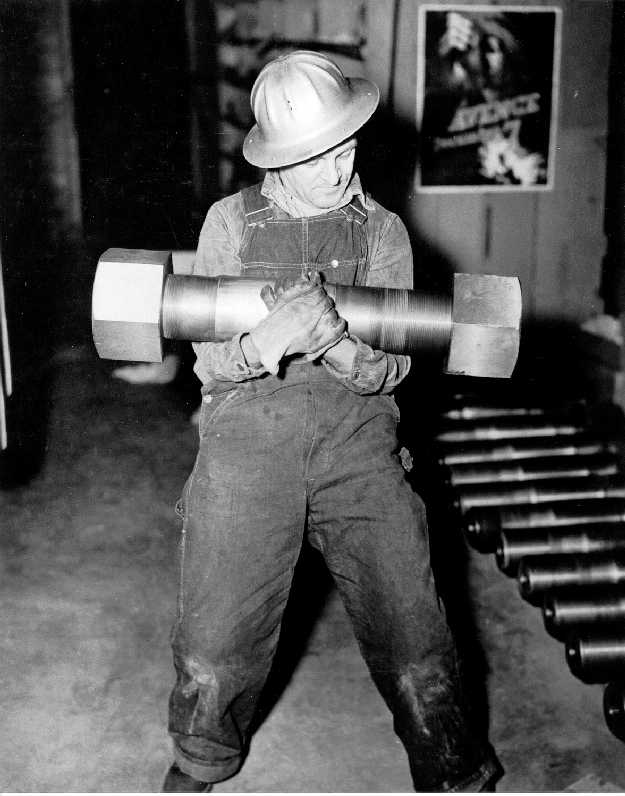
発電所で使われる1本のボルトが規模の大きさを物語る

### 再開発

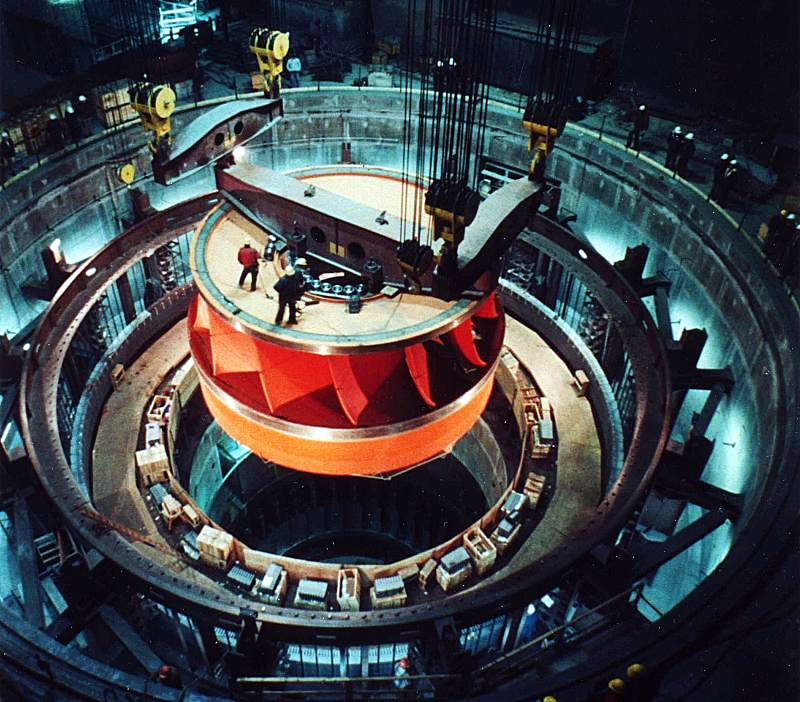
3番目の発電所に設置された6台のフランシス水車のうちのひとつ。出力は約100万馬力。

グランドクーリーダムに3番目となる発電所を建設する増設工事が1966年から1974年にかけて行われた。この工事によりダム北東側が切り崩され、新たな土台のもとに6台の発電機を追加、堤頂長は1.6キロメートルとなった。このとき設置された3台の60万キロワット発電機ともう3台の80万5,000キロワット発電機は当時最大級のものであった。その後の増設工事を含め1980年代前半に完了し、現在では発電所数 4、水車発電機台数 33、落差 116 メートル、最大総出力 680万9,000 キロワット、年間発電電力量 210億キロワット時となり、アメリカ合衆国最大、世界でも3番目に大きい水力発電所となった。

### 環境への影響
ダムは人々に大きな利益をもたらしたが、一方でコロンビア川でのサケ漁を生活の軸としていたアメリカ先住民（ネイティブ・アメリカン）に対しては不利益をもたらした。グランドクーリーダムやチーフジョセフダムはサケの遡上を永久にわたって阻害するものであり、上流にあった産卵場所も失われた。またコロンビア川沿いのコルビル (Colville) で暮らしていた人々の土地はダム建設により水没し、彼らは移転を余儀なくされた。現地住民はダム建設は自らの生活様式を一変させるものであったとして訴えを起こし、政府は補償金として総額5,200万ドルを支払った。

## 観光
ダム資料館では、ダムの歴史を物語る写真や地質資料、ダムや水車の模型、劇場施設を設けている。1989年から、夏の夕方になるとレーザー光線を利用したイルミネーションが行われ、ダム堤体に自由の女神や戦艦、地球環境に関することなどが投影される。発電所への見学は一般向けに行われているが、セキュリティ上の理由により一部縮小されている。発電機はエレベーターで400フィート降りたところにある。

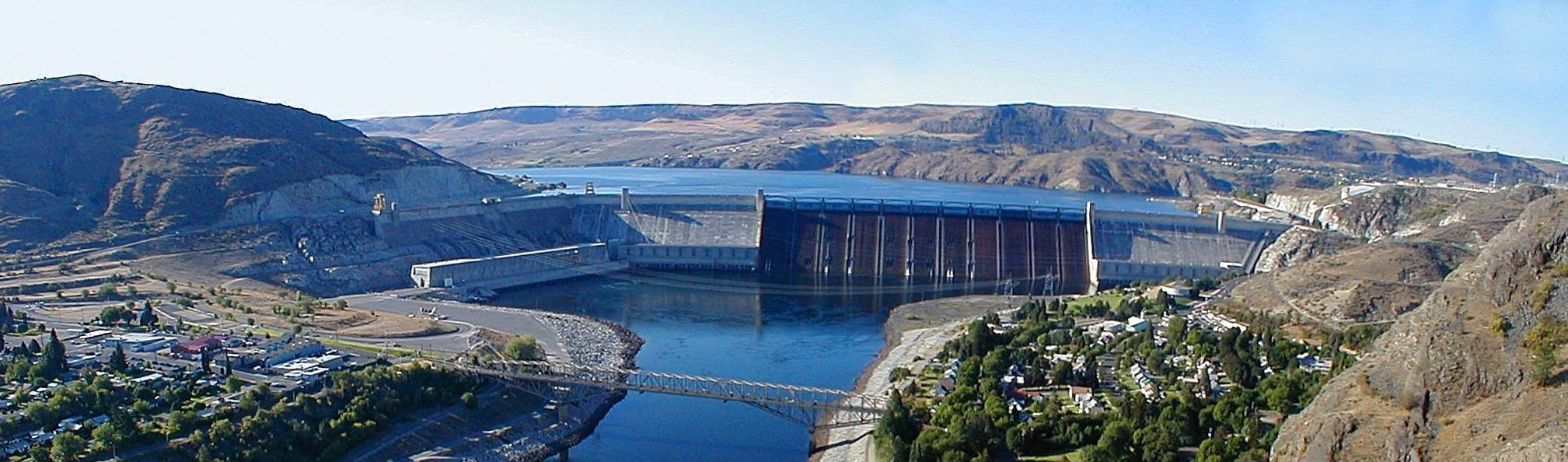
グランドクーリーダムの大パノラマ。左下に見える3番目の発電所の敷地面積は、アメリカンフットボールコート5面分の広さ。

## 名言
Now the world holds seven wonders that the travelers always tell,

Some gardens and some towers, I guess you know them well.

But now the greatest wonder is in Uncle Sam's fair land,

It's the big Columbia River and the big Grand Coulee Dam. (...)
—Woody Guthrie、The Grand Coulee Dam
邦訳
旅人の間で言い伝えられる空中庭園や大灯台などの世界七不思議をあなたもよくご存知かと思います。しかし、世界最大の不思議は我が偉大なるアメリカにあるコロンビア川と、そこに建造された巨大なグランドクーリーダムであります。

## 関連項目

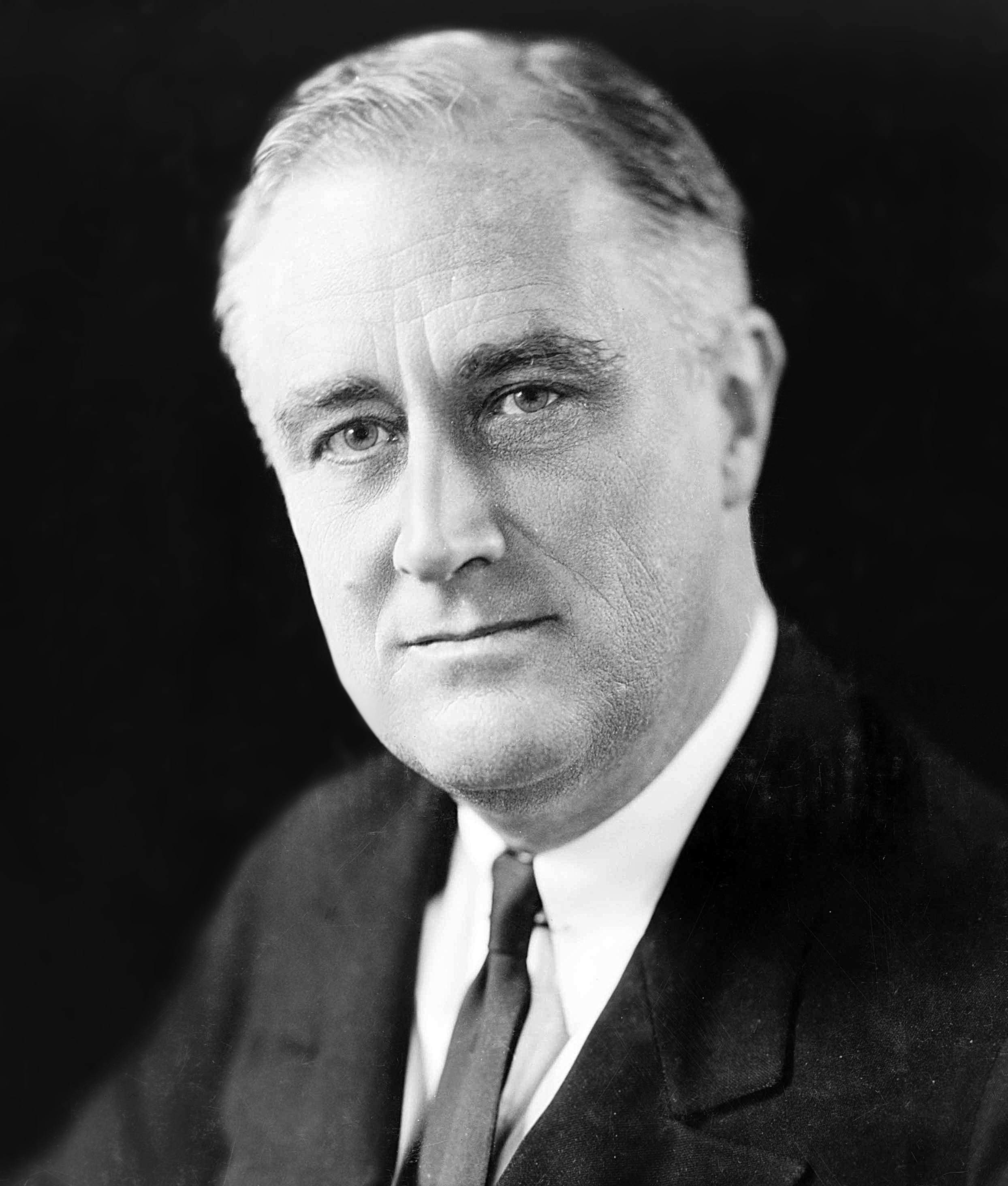
フランクリン・ルーズベルト
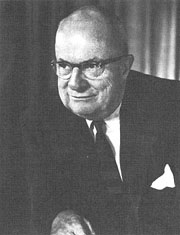
ヘンリー・J・カイザー
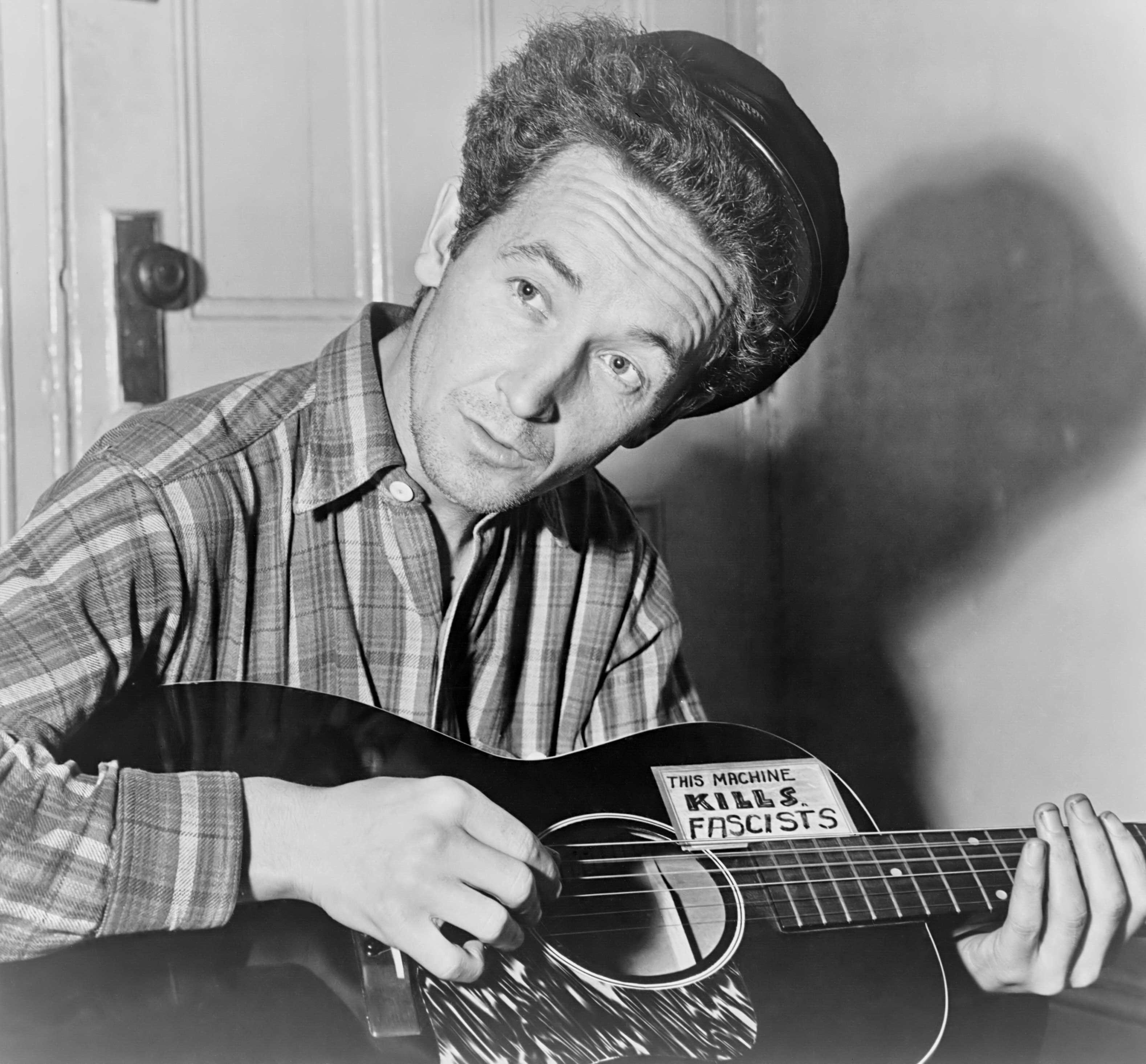
ウディー・ガズリー